# Marcel Hug
Marcel Hug (Pfyn; 16 de enero de 1986) es un corredor en silla de ruedas suizo, ganador de doce Grandes Maratones entre los años 2016 y 2019. Además ha participado en los Juegos paralímpicos obteniendo dos medallas de oro en Río de Janeiro 2016.
Hug también ha participado en los mundiales, donde ha ganado muchas carreras desde 400 metros hasta la maratón.